# 대한민국 헌법 제128조
대한민국 헌법 제128조는 대한민국 헌법의 조항이다. 헌법 개정으로 권력 구조를 변경하려는 시도를 제한하고 현직 대통령이 임기 연장 또는 중임 변경을 통해 독재를 하는 것을 예방하는 조항이다.

## 본문
① 헌법 개정은 국회재적의원 과반수 또는 대통령의 발의로 제안된다.

② 대통령의 임기연장 또는 중임변경을 위한 헌법개정은 그 헌법개정 제안 당시의 대통령에 대하여는 효력이 없다.

## 내용
- 개정제안권
- 대통령 중임제한철폐에 따른 독재 가능성을 제한함

## 같이 보기
- 대한민국 헌법 제10장
- 헌법 개정
- 대한민국 헌법 제130조